# Browar Sielecki

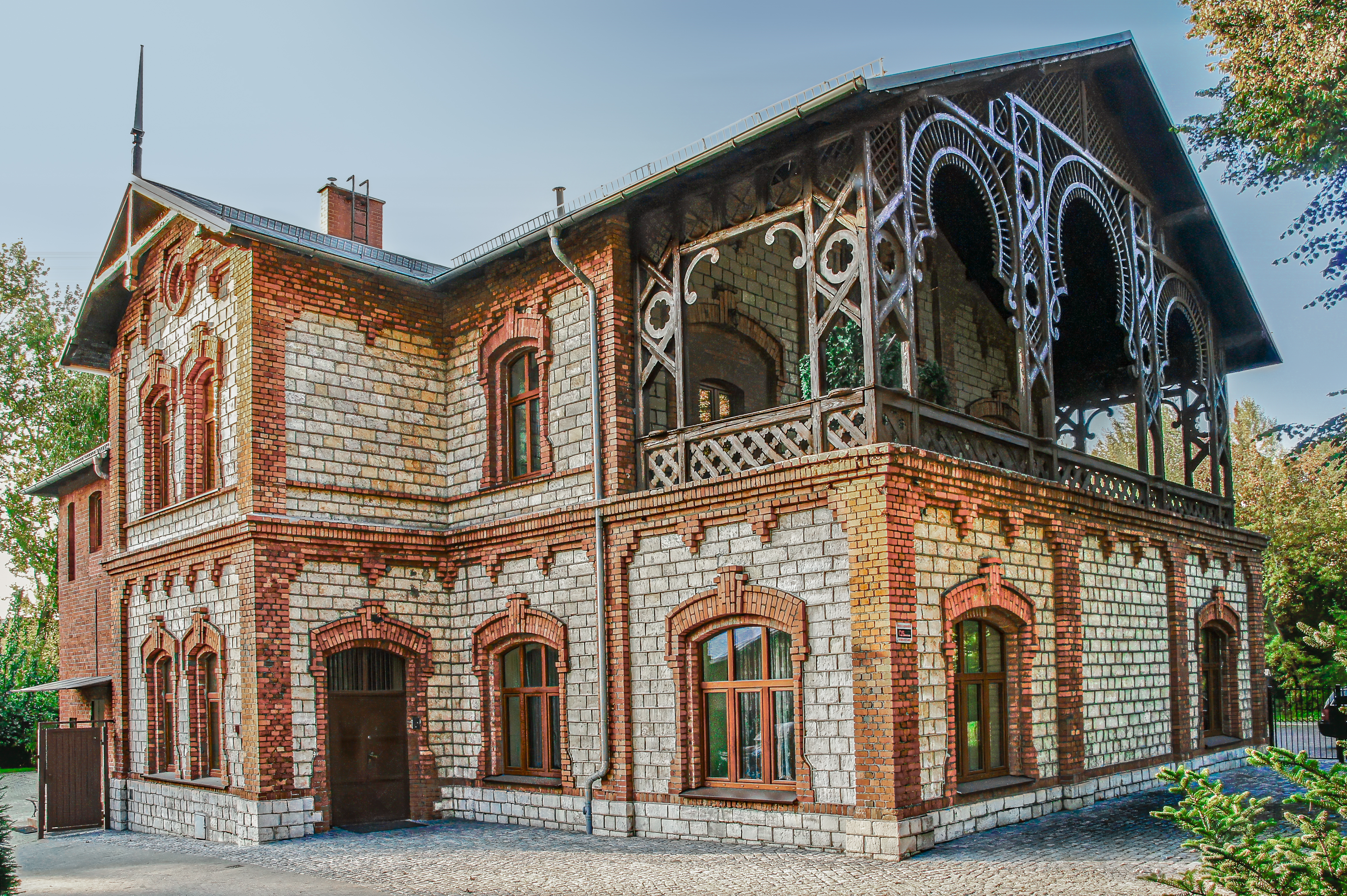
Budynek dawnej karczmy Browaru Sielec

Browar Sielecki – pierwszy browar na terenie dzisiejszego Sosnowca, założony w 1825 roku.
Zlokalizowany był przy ulicy Browarnej, należał do majątku Modrzejów-Sielce i produkował systemem bardzo prymitywnym, ręcznym piwo ciemne. Browar ten czynny był do lat 70. XIX w. Po jego likwidacji w 1882 r. na terenie wsi Sielec (od 1902 r. dzielnica Sosnowca), należącej wówczas do Jana hr. Renarda został zbudowany nowy browar parowy ze słodownią. Z tego powodu pierwsza nazwa zakładu brzmi Browar Parowy Sielce (ew. Browar Dóbr Sielce). Początkowo browar został wydzierżawiony firmie Kuźnicky i S-ka w Sosnowcu, lecz po upływie terminu dzierżawy (przed 1895 r.) wrócił w posiadanie Towarzystwa Przemysłowo-Górniczego "Hrabia Renard" (inna spotykana nazwa to Gwarectwo "Hrabia Renard") utworzonego w 1884 r. po śmierci hr. Renarda. Browar w 1904 r. został uzupełniony urządzeniem do fabrykacji sztucznego lodu. Gwarectwo zarządzało zakładem do wybuchu II wojny światowej będąc także w tym okresie właścicielem m.in. Kopalni Węgla Kamiennego "Renard" oraz Walcowni Rur i Żelaza. Z tego też powodu znakiem firmowym, który utrzymał się do późnych lat trzydziestych była hrabiowska korona.
Od początku swego istnienia browar był zakładem o znaczeniu ponadlokalnym, o czym świadczyły:
- posiadanie przez browar własnej bocznicy kolejowej i specjalistycznych wagonów do przewozu piwa,
- produkcja kilku gatunków piw jasnych i ciemnych o nazwach: Sieleckie, Pilzeńskie, Monachijskie, Obstalunkowe, Zdrój Sielecki, Leczniczo-Słodowe, rozlewanych do butelek,
- wielkość produkcji, która początkowo wynosiła 24 tys. wiader = 2,9 tys. hl (1884) natomiast już pod koniec XIX wieku przekraczała 100 tys. wiader (1895-120 tys. wiader = 14,4 tys. hl, 1899-188 tys. wiader = 22,6 tys. hl); część ówczesnej produkcji przeznaczona była na rynek warszawski, o czym informowały liczne zamieszczane w stołecznej prasie reklamy,
- posiadanie wielu składów firmowych, tak w okolicy browaru (Będzin, Poręba, Zawiercie, Dąbrowa, Sosnowice, Olkusz), jak i w znacznej odległości (Częstochowa, Pionki, Kraków, Warszawa); ten ostatni przyczynił się do znacznych strat, a spowodowane one były faktem, iż piwo przybywało do Warszawy stale mętne (długi transport kolejowy)
- dbanie o korzystny wizerunek browaru poprzez produkcję materiałów reklamowych w postaci szkła firmowego, reklam ściennych, podkładek pod kufle (tzw. wafle).

W okresie międzywojennym wielkość produkcji stawiała browar w Sosnowcu w szeregu średnich zakładów piwowarskich (w 1930 r. produkcja wynosiła ok. 10 000 hektolitrów, a w 1938 r. 15 000 hektolitrów rocznie). W okresie okupacji hitlerowskiej browar w przeciwieństwie do innych zakładów z branży piwowarskiej, został zmodernizowany (przebudowa kadzi fermentacyjnych i tanków leżakowych). Produkowano wówczas piwa o nazwie: Einfachbier, Lagerbier, Malzbier, Renard Bier, a pełna nazwa brzmiała Braurerei der Gewerkschaft Graf Renard Sosnowitz.
Po II wojnie światowej browar "Renard" w Sosnowcu niezwłocznie podjął produkcję, a niewątpliwą ciekawostką jest fakt, iż w latach 1945–1949 zakład podlegał kopalni "Hr. Renard" (był częścią tej kopalni). W tym też okresie, lub pod koniec lat trzydziestych pojawił się nowy znak firmowy, którym były skrzyżowane oskardy (symbol górnictwa) stanowiące jeden z motywów etykiet naklejanych w tym czasie na butelki z piwem Sieleckim i Słodowym. Przez krótki okres na początku lat pięćdziesiątych browar podlegał Państwowemu Zjednoczeniu Przemysłu Fermentacyjnego w Zabrzu, a przez następne 16 lat do 1967 r. Będzińskim Zakładom Piwowarsko-Słodowniczym. Okres ten cechował się również największymi inwestycjami powojennymi realizowanymi w latach 1960–1965, oraz trzecią i ostatnią zmianą znaku firmowego, którym od 1951 r. była lampka-karbidówka górnicza. W latach 1967–1975 browar podlegał Tyskim Zakładom Piwowarskim, a w latach 1975–1976 Zakładom Piwowarskim w Zabrzu.
W 1976 r. browar zlikwidowano, mimo iż w latach 1972–1974 prowadzona była modernizacja zakładu. W całym okresie powojennym browar produkował trzy gatunki piwa, jasne o ekstraktywności 9° i 12° oraz ciemne 11°. Od 1960 r. browar produkował jedynie piwo jasne 12°. Produkcja piwa w okresie powojennym miała tendencję wzrostową, podobnie jak produkcja słodu i zatrudnienie. Rynek zbytu browaru obejmował obszar miast: Sosnowiec, Czeladź, Piekary Śląskie, Tarnowskie Góry oraz dzisiejsze powiaty: będziński, zawierciański, myszkowski i olkuski, a piwo cieszyło się dobrą marką. Przyczyną likwidacji browaru zlokalizowanego nieco na uboczu, była planowana rozbudowa Huty "Buczka", do której jednak nie doszło, w związku z czym po browarze został tylko pusty plac, do dzisiaj niezagospodarowany.